# Vigna caracalla
El cargolet (Vigna caracalla) és una espècie de planta lleguminosa planta ornamental i potser comestible enfiladissa dins la família fabàcia, és nativa de l'Amèrica del sud tropical i d'Amèrica central. L'epítet específic “caracalla”, significa que prové de Caracas a Veneçuela.
És una planta enfiladissa perenne amb fulles trifoliades sense sarsells que fa fins a 6 metres d'alçada, amb les flors normalment de color porpra pàl·lid, oloroses amb l'estandat retorçat i la quilla enrotllada en espiral. Creix en sòls en el rang de lleugerament àcids a lleugerament alcalins. No tolera les glaçades però si les altes temperatures dels deserts. La seva reproducció és més fàcil per esqueix que per llavors les quals poden tardar mesos en germinar.

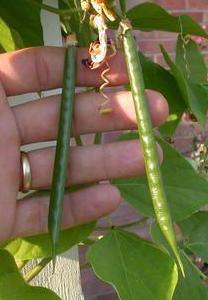
Tavelles de V. caracalla

Aquesta planta viu en zones càlides i ha de créixer a ple sol i el sòl humit. En climes més freds pot créixer bé ne un contenidor dins de casa.